# ترنس تی هنریکس
ترنس تی هنریکس (به انگلیسی: Terence Thomas "Tom" Henricks) فضانورد اهل ایالات متحده آمریکا است که در ۵ ژوئیهٔ ۱۹۵۲ میلادی در برایان، اوهایو زاده شد. وی در مأموریت اس‌تی‌اس-۴۴، اس‌تی‌اس-۵۵، اس‌تی‌اس-۷۰، اس‌تی‌اس-۷۸ حضور داشته است.